# 荒木美智雄
荒木 美智雄（あらき みちお、1938年3月20日 - 2008年12月19日）は、日本の宗教学者。京都府出身。元関西福祉大学学長、筑波大学名誉教授。

## 経歴
1961年、京都大学文学部宗教学科卒業、京都大学大学院文学研究科博士課程中退。1965年、アメリカ合衆国ウィリアムス・カレッジに留学し、1967年、シカゴ大学大学院修士博士課程に進学。日本人としてはただ一人、20世紀最大の宗教学者ミルチャ・エリアーデのもとで学び、博士号取得。シカゴ大学助手、講師を経て、1976年、東京理科大学理工学部助教授。1985年、筑波大学助教授、のち教授、大学院地域研究科科長、国士舘大学21世紀アジア学部教授を経て、関西福祉大学学長。学長在職中の2008年12月19日、胃癌のため死去。
1986年のエリアーデの死後、その畢生かつ未完の大作『世界宗教史』(Histoire des croyances et des idees religieuses)が出版された際、第八巻において日本宗教学に関する補稿をエリアーデに代わって執筆した、エリアーデの学問的後継者の一人である。荒木が初めて日本に持ち込んだ宗教学は、それまでの機能主義的な宗教社会学とは一線を画すものであり、「もともと西洋や東洋なんて存在しなかった」「あなたがたが古典古代と思っているものは、ごくヴィンシャル（偏狭）なものにすぎない」と迫力ある京都弁で語った。
宗教学を「近代の諸学の中でもっとも遅れて、諸学の統合として成立してきた学問」であり、「近代科学以前の世界観に基づいた、ホーリスティックな社会のリアリティを映し得る学問」と述べている。
大学時代は、カント哲学を中心にドイツ観念論の宗教哲学を学ぶ。身長・背筋力を買われてボート部に入ったり、低音に目を付けられて男声合唱団に勧誘される。

## 著書
自著
- 『宗教の創造』法藏館〈法蔵選書〉1987年
  - 『宗教の創造力』講談社学術文庫 2001年、ISBN 4061594982
- 『危機の時代に生きる力を』金光教徒社〈「みち」シリーズ〉2010年

共編著
- 『図説 世界の宗教大事典』（田丸徳善との共著）ぎょうせい 1991年、ISBN 4324024251
- 『世界の民衆宗教』ミネルヴァ書房 2004年、ISBN 4623037797

翻訳
- 『世界宗教史（第1巻）- 石器時代からエレウシスの密儀まで』（ミルチャ・エリアーデ、共訳）筑摩書房 1991年、ISBN 4480340017
  - ちくま学芸文庫（第1・2巻）2000年。単行版は全4巻、文庫は全8巻。